# Actio noxalis
Die actio noxalis (Klage aus Noxalhaftung; noxa = Schaden) war eine auf das frührömische Zwölftafelgesetz zurückgehende Klage, die auf der Haftung des Gewalthabers für den Gewaltunterworfenen gründete. Ausgeglichen wurden mit ihr Schäden an und bei Dritten, die ein der patria potestas Unterworfener, etwa ein Haussklave (servus) oder Hauskinder (filiifamilias), verursacht hatten.
Die Noxalhaftung stellte den Gewalthaber als Anspruchsgegner vor die Wahl, entweder den Schaden auszugleichen, so als hätte er selbst ihn verursacht, oder aber, den Gewaltunterworfenen an den Geschädigten (Dritten) auszuliefern (noxae deditio). Das Tatbestandsmerkmal der „Preisgabe“ an den Dritten, änderte im Laufe der weiteren Entwicklung des republikanischen Rechts seine Bestimmung. Der Gewaltunterworfene wurde dem Dritten nicht mehr zur freien Verfügung überlassen, sondern lediglich dazu, die zu kompensierende Schuld abzuarbeiten. Nach Wegfall des Schuldgrundes sollte sich dann die Freilassung anschließen. Das Recht, dass Gewaltunterworfene überhaupt übertragen werden konnten, wurde damit begründet, dass es als unbillig empfunden wurde, wenn der Gewalthaber einer Haftung unterworfen würde, die den Wert überschritte, den der Gewaltunterworfene für ihn hat.
Der Gewalthaber war dem Geschädigten stets persönlich verpflichtet. Die Noxalklage war daher als actio in personam konzipiert, wobei die Haftung an der Gewaltinhaberschaft „klebte“, mithin akzessorisch war. Wurde im Wege der Eigentumswechsels ein anderer Gewaltinhaber, übernahm er auch den Haftungsanspruch (noxa caput sequitur). In einer Textstelle der spätantiken Digesten weist Ulpian darauf hin, dass der Verkäufer eines Sklaven dem Käufer mitzuteilen hatte, ob auf ihm eine noch nicht erfüllte Noxalhaftung laste. Im Falle einer Missachtung der Offenlegungspflicht hatte der Käufer ein Wandlungsrecht.